# Икаев, Владимир Антонович
Влади́мир Анто́нович Ика́ев (осет. Икъаты Владимир; 1 августа 1936, село Соци, Юго-Осетинская автономная область, Грузинская ССР — 27 января 1990 года, Цхинвал, Южная Осетия) — юго-осетинский поэт, переводчик, журналист, публицист и общественный деятель.

## Биография
Родился в 1936 году в многодетной крестьянской семье в селе Соци Цхинвальского района, Юго-Осетинская автономная область, Грузинская ССР. Получил начальное образование в школе родного села, потом обучался в восьмилетней школе в Верхнем Чере, которую окончил с отличием. В 1954 году без вступительных экзаменов поступил в Сталинирский педагогическое училище, по окончании которого поступил на осетинско-русское отделение филологического факультета Юго-Осетинского педагогического института, который закончил в 1963 году. Будучи студентом, публиковал свои первые стихотворные произведения в периодической печати Южной Осетии. После окончания Юго-Осетинского педагогического института работал в Цхинвале корректором, переводчиком, корреспондентом, заместителем ответственного секретаря, заведующим отделом культуры редакции газеты «Советон Ирыстон». Заочно окончил факультет журналистики Казахского государственного университета. В середине 1960-х годов был принят в Союз журналистов и Союз писателей СССР. В 1967 году вступил в КПСС.
С 1972 по 1982 года работал корреспондентом, редактором Комитета по телевидению и радиовещанию Южной Осетии и редактором издательства «Ирыстон». Опубликовал более пятисот публицистических статей. Особое внимание уделял в своих статьях изучению и сохранению осетинского языка. Призывал к обучению на осетинском языке с начальных классов и приданию осетинского и русского языков статуса государственных в Юго-Осетинской автономной области. Опубликовал букварь для первого класса «Дамгъæты дунейы». Выступал за суверенитет Южной Осетии. В конце 1980-х годов принимал активное участие в общественной жизни Южной Осетии, публикуя многочисленные очерки, в которых выступал против националистического грузинского движения. Был одним из основателей организации «Адæмон Ныхас».
В течение пятнадцати лет работал над переводом Нового Завета на осетинский язык.
Как пишет осетинский писатель Хъазиты Мелитон Владимир Икаев «внёс заметный вклад в развитие осетинской литературы, литературного языка, обогатил детскую литературу яркими художественными произведениями, образами и картинами, богатством тематики и языка».
Некоторые стихотворения Владимира Икаева положены на музыку.
Основные сборники
- Уалдзӕг: ӕмдзӕвгӕтӕ сабитӕн, Цхинвал, 1974
- Кæсаджы фын, Цхинвал, сборник, 1977
- Мады зӕрдӕ: амдзӕвгӕтӕ сабитӕн, Цхинвал, 1980
- Хӕхты фарн, Цхинвал, 1983
- Бало цирчы: амдзӕвгӕтӕ сабитӕн, Цхинвал, 1985
- Зӕххы рис, Цхинвал 1987
- Хуры тынтӕ: амдзӕвгӕтӕ сабитӕн, Цхинвал, 1989
- Хӕхты фарн: амдзӕвгӕтӕ, Цхинвал, 1989
- Зӕххы рис: амдзӕвгӕтӕ, Цхинвал, 1990

Память
- Его именем названа улица в Цхинвале и одна из школ Южной Осетии.
- В селе Дменис установлен памятник Владимиру Икаеву[5][6].

## Награды
- Орден Почёта (Южная Осетия), посмертно (2004)